# Ярославка (Буландинський район)
Яросла́вка (каз. Ярославка) — село у складі Буландинського району Акмолинської області Казахстану. Входить до складу Журавльовського сільського округу.
Населення — 172 особи (2021; 226 у 2009, 294 у 1999, 428 у 1989).
Національний склад станом на 1989 рік:
- німці — 35 %;
- росіяни — 24 %.